# اسرائیل ریچاردسون
اسرائیل بوش ریچاردسون (۲۶ دسامبر ۱۸۱۵–۳ نوامبر ۱۸۶۲) یکی از افسران ارتش ایالات متحده در طول جنگ آمریکا و مکزیک و در طی جنگ داخلی آمریکا از فرماندهان ارشد ارتش اتحادیه بود. وی در نبرد آنتی تام در نزدیکی شارپسبورگ، مریلند، به شدت زخمی و سپس جان سپرد. وی را به دلیل دلاوری و سرسختی اش در میدان نبرد لقب "جنگجوی سر سخت" داده بودند.

## زندگی‌نامه
ریچاردسون در تاریخ ۲۶ دسامبر ۱۸۱۵ در منطقه فایرفاکس شهرستان فرانکلین، ورمانت زاده شد. جد وی ژنرال اسرائیل پاتنام از فرماندهان ارتش انقلاب آمریکا بود. وی در ابتدا به آکادمی نظامی ایالات متحده در وست پوینت نیویورک پیوست و در سال ۱۸۴۱ از میان ۵۲ تن دانش‌آموخته، به عنوان نفر بیست و سوم دوره آموزش خود را سپری کرد که در آینده وی به یکی از فرماندهان ارتش اتحادیه تبدیل گشت. اندکی پس از آغاز انجام خدمت نظامی اش، به عنوان ستوان دوم در دومین نبرد سمینول در فلوریدا حضور یافت. وی در ۲۱ سپتامبر ۱۸۴۶ به درجه ستوان یکم ترفیع یافت.
با آغاز جنگ مکزیک با درجه سروان و سپس سرگرد در طی نبردهایی شرکت کرد. وی در مکزیک یکی از افسران زیر دست ژنرال وینفلد اسکات خدمت کرد و در همان‌جا به دلیل دلیری و جانفشانی که از خود نشان داده بود به "جنگجوی سر سخت" ملقب گشت.

## جنگ داخلی
هنگامی که جنگ داخلی آغاز شد، ریچاردسون در میشیگان به کشاورزی می‌پرداخت. وی در تیپ دوم پیاده‌نظام میشیگان حضور یافت و در ۱۸ می ۱۸۶۱ با فانی تراور زناشویی کرد. در این هنگام گزارشی از واشینگتن از سوی ژنرال اسکات با عنوان «امیدوارم دوباره به من ملحق شوی جنگجوی سرسخت من» دریافت کرد که وی را به خدمت دوباره نزد وی فرا خواند.
ریچاردسون در ۲۵ می ۱۸۶۱ به درجه سرهنگی ارتقا پیدا کرد و به عنوان فرمانده هنگ یکم تیپ چهارم لشکر تازه سازمان یافته سرتیپ اروین مک‌داول برگزیده شد. نیروهای در اختیار وی نقش کوچکی در نزدیکی ناحیه بلکبرن فورد جهت پوشش و پشتیبانی به هنگام عقب‌نشینی نیروهای اتحادیه به سمت واشینگتن در طی نخستین نبرد بول ران ایفا کردند.
با آغاز عملیات مریلند ریچاردسون یکی از فرماندهان ارتش پوتوماک بوده و در طول نبرد آنتی تام فرماندهی تیپ یکم لشکر دوم ارتش اتحادیه را بر عهده داشت. در هنگام نبرد به وی مأموریت داده شد که در مسیر جاده سانکن جهت پشتیابی از تیپ سوم لشکر خودشان به فرماندهی ژنرال ویلیام هنری فرنچ به نیروهای جنوبی یورش ببرد. با ورود وی در ساعت یک بعدازظهر در جاده سانکن نبرد به اوج خود رسید. نیروهای ریچاردسون موفق شدند موقعیت خود را پایدار نگه دارند و بسرعت موفق شدند با فشار وارد آوردن، شماری از جنوبی‌ها از جاده سانکن وادار به فرار شدند. اما در ادامه نخستین کامیابی‌های آنان نافرجام برجای ماند. زیرا در مسیر آتش توپخانه جنوبی قرار گرفتند. ریچاردسون تلاش کرد تا نیروهایش را دوباره سازماندهی کند اما خود وی مورد اصابت گلوله توپ قرار گرفت و بشدت زخمی شد. سپس ریچاردسون را به یک بیمارستان صحرایی منتقل کردند و پس از آن به دلیل شدت آسیب وارد آمده او را به مرکز فرماندهی ژنرال مک کلان منتقل کردند. هنگامی که آبراهام لینکولن در ماه اکتبر از محل میدان نبرد آنتی تام دیدار کرد از زخمی شدن ریچاردسون بسیار اندوهگین و متأثر گشت. اندکی بعد در ۳ نوامبر ۱۸۶۲ ژنرال ریچاردسون براثر عفونت زخم و سینه پهلو درگذشت. از وی به عنوان یکی از فرماندهان محبوب ارتش اتحادیه در طول جنگ داخلی آمریکا یاد می‌کنند.

## جهت مطالعه بیشتر
- Boatner, Mark Mayo, III. The Civil War Dictionary. New York: McKay, 1988. ISBN 0-8129-1726-X. First published 1959 by McKay